# Kume-jima
Kume-jima (久米島, Kume-jima) est une île de l'archipel d'Okinawa dans la mer de Chine orientale.

## Géographie

Situation de Kume-jima en ocre.

En 2010, l'île de Kume a une superficie de 59,11 km2 et une population de 8 713 habitants.

### Climat
| Mois                                             | jan.      | fév.    | mars      | avril     | mai       | juin      | jui.      | août      | sep.      | oct.      | nov.      | déc.      | année     |
| ------------------------------------------------ | --------- | ------- | --------- | --------- | --------- | --------- | --------- | --------- | --------- | --------- | --------- | --------- | --------- |
| Température minimale moyenne (°C)                | 14,6      | 14,8    | 16,3      | 19        | 21,8      | 25,1      | 26,7      | 26,5      | 25,3      | 23,2      | 20,3      | 16,6      | 20,8      |
| Température moyenne (°C)                         | 17        | 17,3    | 19        | 21,5      | 24,2      | 27,2      | 29        | 28,9      | 27,7      | 25,3      | 22,4      | 19        | 23,2      |
| Température maximale moyenne (°C)                | 19,5      | 20      | 21,8      | 24,3      | 27        | 29,9      | 32        | 31,8      | 30,5      | 27,9      | 24,9      | 21,4      | 25,9      |
| Record de froid (°C) date du record              | 2,9 1963  | 4 1963  | 3,2 1963  | 6,8 1974  | 12,9 1971 | 16,4 1993 | 20,4 1976 | 19,8 1964 | 15,5 1972 | 11,6 1972 | 9 1995    | 5,4 1967  | 2,9 1963  |
| Record de chaleur (°C) date du record            | 27,4 1998 | 27 2009 | 28,7 1998 | 30,2 2019 | 32,1 2016 | 33,7 2015 | 34,7 2007 | 35,3 2017 | 34,5 2017 | 32,4 2009 | 30,2 2008 | 29,4 2018 | 35,3 2017 |
| Ensoleillement (h)                               | 75,2      | 80,1    | 107,6     | 118,4     | 136,2     | 158,9     | 250,3     | 231,9     | 198,6     | 162,3     | 108,3     | 89,9      | 1 717,8   |
| Précipitations (mm)                              | 138,3     | 141,2   | 195,5     | 196,8     | 260,3     | 307,4     | 154,4     | 197,7     | 235,6     | 152,7     | 129,6     | 134       | 2 243,5   |
| Nombre de jours avec précipitations              | 12,7      | 11,7    | 13        | 11,5      | 12        | 11,2      | 7,9       | 9,8       | 10,6      | 8,6       | 9         | 10,7      | 128,6     |
| dont nombre de jours avec précipitations ≥ 10 mm | 4,6       | 4,3     | 5,5       | 5,7       | 6,5       | 6,8       | 3         | 3,8       | 4,4       | 3,8       | 3,5       | 4,6       | 56,6      |
| Humidité relative (%)                            | 68        | 70      | 73        | 76        | 80        | 84        | 80        | 80        | 78        | 73        | 70        | 68        | 75        |
| Nombre de jours d'orage                          | 0         | 0,3     | 0,7       | 1         | 0,9       | 1,7       | 1,3       | 1,2       | 1,3       | 0,1       | 0,2       | 0,3       | 9,3       |
| Nombre de jours avec brouillard                  | 0         | 0       | 0,1       | 0,2       | 0,2       | 0,1       | 0,1       | 0         | 0         | 0,1       | 0         | 0         | 0,8       |

| Diagramme climatique                                  |             |               |             |             |               |             |               |               |               |               |             |
| J                                                     | F           | M             | A           | M           | J             | J           | A             | S             | O             | N             | D           |
| 19,514,6138,3                                         | 2014,8141,2 | 21,816,3195,5 | 24,319196,8 | 2721,8260,3 | 29,925,1307,4 | 3226,7154,4 | 31,826,5197,7 | 30,525,3235,6 | 27,923,2152,7 | 24,920,3129,6 | 21,416,6134 |
| Moyennes : • Temp. maxi et mini °C • Précipitation mm |             |               |             |             |               |             |               |               |               |               |             |

## Culture locale et patrimoine
Kume-jima est connue pour ses trois plages de sable blanc : Shinri à l'ouest, Ara au sud-ouest et Eef au sud-est, ainsi que pour le banc de sable Hakenohama de sept kilomètres de long où il est possible de se rendre en bateau.
Kume-jima est également réputée pour Tatami-ishi, une formation rocheuse de plusieurs millénaires, née à la suite d’une éruption volcanique. Elle tient son nom de la forme des pierres, hexagonales ou pentagonales, qui rappellent la forme des tatamis des pièces traditionnelles japonaises.
La soie pongee (en) dite Kumejima-tsumugi, une soie rare de couleur brun foncé, est originaire de l'île. Sa teinture est obtenue grâce au mélange de plantes et de boue riche en fer. Un musée lui est dédié, le musée Kumejima tsumugi no sato.